# Sorubim maniradii
Sorubim maniradii es una especie de pez de la familia Pimelodidae en el orden de los Siluriformes.

## Morfología
• Los machos pueden llegar alcanzar los 25,2 cm de longitud total.
- Número de  vértebras: 42-47.[1][2]

## Hábitat
Es un pez de agua dulce y de clima tropical.

## Distribución geográfica
Se encuentran en Sudamérica: afluentes del curso superior y medio de la  cuenca del río Amazonas (ríos  Napo,  Marañón,  Ucayali,  Mamoré,  Madeira y  Javares ).